# Gottasecca
Gottasecca – miejscowość i gmina we Włoszech, w regionie Piemont, w prowincji Cuneo.
Według danych na rok 2004 gminę zamieszkiwało 188 osób, 14,5 os./km².